# Kolos, Vilneansk
Kolos (în ucraineană Колос) este un sat în comuna Antonivka din raionul Vilneansk, regiunea Zaporijjea, Ucraina.

## Demografie
Componența lingvistică a localității Kolos
     Ucraineană (90,91%)
     Rusă (9,09%)
Conform recensământului din 2001, majoritatea populației localității Kolos era vorbitoare de ucraineană (90,91%), existând în minoritate și vorbitori de rusă (9,09%).